# حارة الكرنتينه
حارة الكرنتينه هي إحدى حارات مدينة جدة التاريخية خارج سورها القديم، تقع الحارة في منطقة جدة التاريخية الواقعة وسط مدينة جدة في المملكة العربية السعودية، تقع الحارة جنوبي جدة، وكانت مواجهة للميناء البحري القديم قبل ردم المياه الضحلة أمامها لإنشاء ميناء جدة الإسلامي ومصفاة البترول، وكان دخول الحجاج القادمين بحرا عن طريقها، وتعتبر أقدم أحياء جدة خارج السور وتسكنها هذه الأيام أغلبية وافدة من دول أفريقيا، وهي بجوار مصفاة جدة الجنوبية للبترول. وأصل لفظ كرنتينة من اللفظ الإنجليزي لمنطقة الحجر الصحي Quarantine.